# Manfred Deckert
Manfred Deckert (n. 31 martie 1961, Halle (Saale), RDG) este un săritor cu schiurile german, medaliat olimpic. A participat la o ediție a Jocurilor Olimpice (1980) în care a câștigat o medalie de argint.